# Saaservispa
Die Saaservispa ist der 29 Kilometer lange rechte Quellfluss der Vispa, dem Hauptfluss des Bezirkes Visp im Kanton Wallis in der Schweiz.

## Geographie
Der Fluss entspringt auf rund 2650 Meter über Meer am Tällibodengletscher. Er fliesst hinunter ins Tal und füllt den Stausee Mattmark. Als Hauptfluss des Saastales durchfliesst die Saaservispa die Walliser Gemeinden Saas-Almagell, Saas-Grund und Saas-Balen in einem sehr ruhigen Verlauf.
Ab Saas-Balen wird der Flussverlauf immer wilder, wobei sich die Saaservispa tief ins Tal hineingefressen hat und bei Eisten ein fast schluchtartiges Tal hinterlassen hat.
In Stalden verbindet sich die Saaservispa mit der Matter Vispa. Gemeinsam durchfliessen sie den Rest des Vispertales als Vispa und münden bei Visp in den Rotten bzw. in die Rhone.